# Res gestae saxonicae
Res gestae saxonicae (eller Res gestae saxonicae sive annalium libri tres, Saksernes dådsværk eller Tre annaler) er en saksisk krønike fra sidste del af 900-tallet skrevet på  tysk af Widukind af Corvey. Sakseren Widukind var stolt af sit folk og sin historie og i sin indledning udelader han alle romerske hændelser, blandt andet i forhold til kong Henrik 1. af Sachsen. Pavestolen nævnes heller ikke.

## Indhold
Res gestae saxonicae sive annalium libri tres består af tre bind:

### Første bind
Widukind af Corvey indleder bind 1 med det germanske Thüringerdynastis fald. I hans version er Amalaberga datter af den frankiske konge Huga. Efter Hugas død bliver Thiadrich, Hugas søn med en konkubine, kronet som konge. Amalaberga overbeviser sin mand, Irminfrid, om at hun er den rette arving til riget. Der udbryder krig, og Thiadrich vinder i et slag ved Runibergun. Irminfrid og Amalaberga flygter til fortet Scithingi (ved det moderne Burgscheidungen).
Frankerne får hjælp af de indvandrende sakserne som leder efter land, og en blodig kamp udkæmpes ved Scithingi. Efter at mange krigere er dræbt, sender Irminfrid budbringeren Iring til Thiadrich for at bede om fred. Kongerne indgår en aftale og planlægge at dræbe sakserne dagen efter, men sakserne finder ud af det og stormer Scithingi i løbet af natten og dræber alle voksne. Bare Irminfrid og hans familie flygter. Sakserne fejrer sejren i tre dage, derefter kommer de tilbage til Thiadrich, som giver landet til dem.
Efter ordre fra Thiadrich drager Iring tilbage til Irminfrid og overtaler ham til at stille for den frankiske domstol. Da Irminfrid knæler for Thiadrich, dræber Iring ham. Thiadrich forviser ham for denne ugerning, og han ønsker ikke at tage del i denne forbrydelse. Iring kundgør, at han vil sone sin forbrydelse og få hævn for sin tidligere mester og dræber Thiadrich. Han lægger Irminfrids lig over Thiadrich, for på den måde vil han være sejrherre i hvert fald i døden, og går.
Widukind ender med at tvivle på sandheden i denne historien, men fortæller, at Mælkevejen fortsat kaldes "Irmins vej". En henvisning til saksernes konvertering af til kristendommen efter Karl den store bringer ham til de tidlige saksiske hertuger og til detaljer om regimet til sakserkongen Henrik Fuglefangeren.

### Andet bind
Den anden bog åbner med valget af Otto den Store som tysk konge og omhandler opstanden mod ham. Bogen udelader hændelser i Italien og afsluttes med, at han gifter sig med Edith i 946. Widukind vier sine skrifter til Mathilda, datter af Otto og abbedisse i Quedlinburg.

### Tredje bind
Bog tre fortæller historien om Liudolf, hertug af Schwaben og Ottos frankiske felttog.